# Illinoia davidsoni
Illinoia davidsoni är en insektsart som först beskrevs av Mason, P.W. 1925.  Illinoia davidsoni ingår i släktet Illinoia och familjen långrörsbladlöss. Inga underarter finns listade i Catalogue of Life.